# أيين ناكامورا
أيين ناكامورا (باليابانية: 中村愛音) هي متزلجة فنية يابانية، ولدت في 2 ديسمبر 1993 في سنداي في اليابان.

## وصلات خارجية
- أيين ناكامورا على موقع الاتحاد الدولي للتزلج (الإنجليزية)